# Madivaru (Kaafu)
Pour les articles homonymes, voir Madivaru.
Madivaru est une petite île inhabitée des Maldives. Elle constitue une des îles-hôtel des Maldives depuis 1982, en accueillant actuellement le Banyan Tree Maldives Madivaru Resort.

## Géographie
Madivaru est située dans le centre des Maldives, dans l'Ouest de l'atoll Malé Nord, dans la subdivision de Kaafu. 